# Józef Czekierski (lekarz)
Józef Czekierski herbu Nagroda  (ur. 9 marca 1777 w Warszawie, zm. 20 czerwca 1827 w Marienbadzie) – polski chirurg, kierownik Katedry Chirurgii  Królewskiego Uniwersytetu Warszawskiego.

## Życiorys
Urodził się w Warszawie jako syn Stanisława Czekierskiego herbu Rawicz  i Agnieszki z d. Wrocińskiej. Miał czterech braci, wśród nich był Walenty Czekierski i jedną siostrę. Ojciec jego był chirurgiem i syna przeznaczył również do tego zawodu .
W 1796 rozpoczął studia w Berlinie, które ukończył w 1800 i otrzymał stopień doktora medycyny i chirurgii. W 1801 powstaje w Warszawie szkoła akuszerek, w której zostaje profesorem i naucza do 1818. W tym roku szkoła zostaje wcielona do powstającego Uniwersytetu Warszawskiego. Czekierski obejmuje katedrę chirurgii.
Wspólnie z A.F.Wolffem, Franciszkiem Brandtem i Józefem Janem Celińskim w 1808 był założycielem Akademii Lekarskiej w Warszawie.
W uznaniu zasług w bitwie pod Raszynem w 1809 został odznaczony przez Ks. Józefa Poniatowskiego złotym Krzyżem Virtuti Militari .
Józef Czekierski był autorem czterotomowego opracowania "Chirurgia" wydanego w Warszawie w 1817-18.